# Kimberly Birrell
Kimberly Birrell (* 29. April 1998 in Düsseldorf, Deutschland) ist eine australische Tennisspielerin.

## Karriere
Kimberly Birrells Eltern sind Australier, bei ihrer Geburt arbeitete ihr Vater John als Tennislehrer in Deutschland. Als sie drei Jahre alt war, zog die Familie wieder nach Australien. Birrell hat eine erfolgreiche Juniorinnenkarriere, die sie bereits bis auf Rang 18 der Juniorinnen-Weltrangliste geführt hat. Unter anderem erreichte sie 2014 bei den Australian Open das Halbfinale des Juniorinnen-Wettbewerbs.
Sie spielt vor allem auf Turnieren des ITF Women’s World Tennis Tour, bei denen sie bislang sieben Einzel- und zwei Doppeltitel gewinnen konnte. Auf der WTA Tour gab sie ihr Debüt, ausgestattet mit einer Wildcard, 2014 beim Doppelwettbewerb in Hobart, wo sie mit ihrer Partnerin Olivia Tjandramulia aber bereits in der ersten Runde ausschied.
Im Dezember 2018 gewann sie die Australian Wildcard Playoffs, wofür es eine Wildcard für das Hauptfeld im Einzel der Australian Open 2019 gab.
2016 hatte sie ihren ersten Einsatz für die australische Fed-Cup-Mannschaft.

## Turniersiege

### Einzel
| Nr. | Datum              | Turnier    | Kategorie   | Belag     | Finalgegnerin    | Ergebnis       |
| --- | ------------------ | ---------- | ----------- | --------- | ---------------- | -------------- |
| 1.  | 1. Oktober 2017    | Brisbane   | ITF $25.000 | Hartplatz | Asia Muhammad    | 4:6, 6:3, 6:2  |
| 2.  | 30. September 2018 | Darwin     | ITF $60.000 | Hartplatz | Ellen Perez      | 6:3, 6:3       |
| 3.  | 30. Oktober 2022   | Playford   | ITF W60     | Hartplatz | Maddison Inglis  | 3:6, 7:5, 6:4  |
| 4.  | 12. Februar 2023   | Orlando    | ITF W60     | Hartplatz | Rebecca Peterson | 6:3, 6:0       |
| 5.  | 9. Juli 2023       | Cantanhede | ITF W25     | Teppich   | Arina Rodionova  | 4:6, 6:3, 6:1  |
| 6.  | 12. Mai 2024       | Fukuoka    | ITF W75     | Teppich   | Emina Bektas     | 6:2, 6:4       |
| 7.  | 9. Februar 2025    | Brisbane   | ITF W75     | Hartplatz | Maddison Inglis  | 6:2, 4:6, 7:62 |

### Doppel
| Nr. | Datum           | Turnier     | Kategorie   | Belag     | Partnerin       | Finalgegnerinnen                  | Ergebnis          |
| --- | --------------- | ----------- | ----------- | --------- | --------------- | --------------------------------- | ----------------- |
| 1.  | 2. Oktober 2015 | Tweed Heads | ITF $15.000 | Hartplatz | Tammi Patterson | Dalma Galfi Priscilla Hon         | 6:73, 6:3, [10:8] |
| 2.  | 28. April 2024  | Tokio       | ITF W100    | Hartplatz | Jang Su-jeong   | Aleksandra Krunić Arina Rodionova | 7:5, 3:6, [10:8]  |

## Abschneiden bei Grand-Slam-Turnieren

### Einzel
| Turnier         | 2015 | 2016 | 2017 | 2018 | 2019 | 2020 | 2021 | 2022 | 2023 | 2024 | 2025 | Karriere |
| --------------- | ---- | ---- | ---- | ---- | ---- | ---- | ---- | ---- | ---- | ---- | ---- | -------- |
| Australian Open | Q1   | 1    | —    | Q1   | 3    | —    | 1    | Q3   | 2    | 1    | 1    | 3        |
| French Open     | —    | —    | —    | —    | Q1   | —    | —    | —    | 1    | Q2   | 1    | 1        |
| Wimbledon       | —    | —    | —    | —    | Q1   |      | —    | —    | Q1   | Q2   | 1    | 1        |
| US Open         | —    | —    | —    | —    | —    | —    | —    | Q2   | 1    | 1    |      | 1        |

Zeichenerklärung: S = Turniersieg; F, HF, VF, AF = Einzug ins Finale / Halbfinale / Viertelfinale / Achtelfinale; 1, 2, 3 = Ausscheiden in der 1. / 2. / 3. Hauptrunde; Q1, Q2, Q3 = Ausscheiden in der 1. / 2. / 3. Qualifikationsrunde; nicht ausgetragen

### Doppel
| Turnier         | 2015 | 2016 | 2017 | 2018 | 2019 | 2020 | 2021 | 2022 | 2023 | 2024 | 2025 | Karriere |
| --------------- | ---- | ---- | ---- | ---- | ---- | ---- | ---- | ---- | ---- | ---- | ---- | -------- |
| Australian Open | 1    | 1    | 1    | 1    | 1    | —    | 1    | 2    | —    | 2    | AF   | AF       |
| French Open     | —    | —    | —    | —    | —    | —    | —    | —    | —    | —    | 1    | 1        |
| Wimbledon       | —    | —    | —    | —    | —    |      | —    | —    | —    | —    | AF   | AF       |
| US Open         | —    | —    | —    | —    | —    | —    | —    | —    | —    | —    |      | —        |